# Náuseas matutinas
Las náuseas matutinas, también llamadas náuseas y vómitos del embarazo, son un síntoma del embarazo que implica náuseas o vómitos. A pesar del nombre, las náuseas o los vómitos pueden ocurrir en cualquier momento del día. Por lo general, los síntomas aparecen entre la 4ª y la 16ª semana de embarazo. Aproximadamente el 10% de las mujeres siguen presentando síntomas después de la semana 20 de embarazo. Una forma grave de la enfermedad se conoce como hiperémesis gravídica y provoca pérdida de peso.
Se desconoce la causa de las náuseas matutinas, pero podría estar relacionada con cambios en los niveles de la hormona gonadotropina coriónica humana. Se ha propuesto que las náuseas matutinas podrían ser útiles desde un punto de vista evolutivo. El diagnóstico sólo debe realizarse después de haber descartado otras posibles causas. Generalmente no se presenta dolor abdominal, fiebre o dolores de cabeza en las náuseas matutinas.
Tomar vitaminas prenatales antes del embarazo puede disminuir el riesgo. En los casos leves puede que no se requiera ningún tratamiento específico aparte de una dieta blanda. Si se utiliza tratamiento, se recomienda inicialmente la combinación de doxilamina y piridoxina. Hay evidencia limitada de que el jengibre puede ser útil. En los casos graves que no mejoran con otras medidas, se puede probar con metilprednisolona. La alimentación por sonda puede ser necesaria en mujeres que están perdiendo peso.
Las náuseas matutinas afectan en cierta medida a entre el 70 y el 80% de todas las mujeres embarazadas. Aproximadamente el 60% de las mujeres experimentan vómitos. La hiperémesis gravídica ocurre en aproximadamente el 1,6% de los embarazos. Las náuseas matutinas pueden afectar negativamente la calidad de vida, reducir la capacidad para trabajar durante el embarazo y generar gastos de atención médica. Por lo general, los casos leves a moderados no tienen ningún efecto en el bebé. La mayoría de los casos más graves también tienen resultados normales. Algunas mujeres optan por abortar debido a la gravedad de los síntomas. Pueden ocurrir complicaciones como encefalopatía de Wernicke o ruptura esofágica, pero muy raramente.